# Logor Knin
Knin je imao nekoliko lokacija koje su preinačene u sabirni logor pod srpskom upravom od 1991. do 1992. gdje su držani hrvatski zarobljenici, vojnici i civili, tijekom Domovinskog rata.
U jednom logoru je bilo najmanje 70 zatvorenika, a najmanje dvoje je preminulo tijekom tog razdoblja. Međunarodni sud za ratne zločine počinjene na području bivše Jugoslavije navodi da je zatvor JNA u Kninu imao oko 150 a stara bolnica u Kninu oko 120 zatvorenika.

## Logor
Do kraja 1990., mnoga naselja u Hrvatskoj s većinskim srpskim stanovništvom odbijala su priznati hrvatsku vlast, započele pobunu te uz pomoć JNA nasilno uspostavili para-državu Republika Srpska Krajina na okupiranim hrvatskim područjima. RSK uspostavila je okružni zatvor Knin na mjestu zastarjele bolnice, u kojem je držala otprilike 70 hrvatskih zatvorenika, jednu polovicu civila a drugu vojnika. 5. i 6. travnja 1992., JNA vojnici iz kninskog korpusa i Beli orlovi sakupili su otprilike 1.600 hrvatskih civila i 35 hrvatskih i bošnjačkih vojnika, utovarili ih u autobuse i odveli u Knin. Tamo su vojnici odvojeni od civila i utovareni u kamion s ugrađenom hladnjačom, koji ih je prevozio cijelu noć s upaljenim hlađenjem.
Vojnici su odvezeni u zatvor gdje ih je petero stražara pretuklo s toljagama i željeznim šipkama. Potom su ih tri dana ostavili u ćeliji bez hrane. Nakon toga, dovedeni su u podrum zgrade gdje im je televizijska ekipa iz Beograda dala scenarij s kojeg su pod prisilom morali čitati i navesti sve zločine koje su navodno počinili nad Srbima ispred kamera.
Zatvorenici u logoru Knin ispričali su da su morali skinuti svu odjeću prilikom dolaska u isti. Tada su im stražari zabili pendreke ili metle u anus te izjavili da ih „pregledavaju da ne skrivaju nikakva oružja“. Pojedini zatvorenici su dali iskaze da su stražari dovodili svoje djevojke u zatvor te tjerali zatvorenika da izvode felatio dok su one gledale.
Drugom prilikom, stražari su dovodili malu djecu koja su jahala na leđima zatvorenika. Jedno dijete je uriniralo na pod i naredilo zatvoreniku da poliže mokraću. Treći zarobljenik, vojnik, tvrdi da je bio u čeliji s još četvoricom, gdje su ih 68 dana neprestano ispitivali i maltretirali. Dobivali su hranu jednom dnevno a vodu svaka dva dana. Napokon, oslobđen je prilikom razmjene zarobljenika 2. studenog 1991.
Amnesty International izvještava da su katolički svečenici don Mirko Barbarić i don Franjo Halužan uhićeni 27. rujna 1991. od JNA u Zadru. Pušteni su mjesec dana kasnije.u razmjenu za pravoslavnog svečenika. U intervjuu za Glas Koncila, izjavili su da, nakon što ih je uhapsila vojna policija, su odvezeni u Benkovac gdje im je rečeno da će ubrzo biti pušteni na slobodu ako se hrvatska strana odluči razmijeniti ih za jednog srpskog policijskog službenika. Iste večeri, odvezeni su u logor Knin, gdje su ih stražari brutalno premlaćivali, iako je bilo i stražara koji su s njima postupali humano.
Don Halužan je opisao kako ga je stražar natjerao da se prekriži s tri prsta, a potom mu je lupio ruku s pendrekom. Nekoliko dana kasnije, stražari su ga premlatili tako jako da mu je ozljeđena kralježnica, tako da je bio u boli kada bi sjeo. Don Barbarić je izjavio da su mu prijetili s puškom usmjerenom u njegovu glavu, a da je vidio kako su drugi zarobljenici imali slomljene zube, rebra i čeljusti, uz ozljede po nogama i bubrezima. Četvero starijih zarobljenika je prisiljeno pojesti dvije žlice soli i potom popiti dvije litra vode odjednom. Ljude bi većinom tukli u hodniku ili na zahodu.

## Spomen-ploča
Kod željezničkog nadvožnjaka u mjestu Tepljuh na raskrižju državne ceste Knin - Drniš, 14. kolovoza 2009. godine, svečano je otkrivena spomen-ploča na mjesto razmjene hrvatskih branitelja zatočenih u srpskom logoru u Kninu. Razmjena u Tepljuhu održana je u noći 13./14. kolovoza 1991. godine i u njoj je razmijenjeno 48 hrvatskih branitelja, prvih zatočenika srpskih logora u Kninu, među njima i 16 zarobljenih branitelja Policijske postaje Glina koji su zarobljeni u napadu srpske paravojske na glinsku Policijsku postaju 26. lipnja 1991. godine, samo nekoliko sati nakon što je Sabor Republike Hrvatske proglasio samostalnost i neovisnost hrvatske države. O tom događaju prije 18 godina govorio je jedan od tadašnjih zatočenika i branitelja glinske Policijske postaje Darko Kaurić:
“Što su sve proživljavali hrvatski logoraši, u Kninu i drugdje, nije lijepo spominjati i teško je opisati. Prvi kninski zatočenici najviše su ponižavani i mučeni u staroj kninskoj bolnici cijeloga srpnja 1991. Upravo u to vrijeme ondje je od teškog premlaćivanja izdahnuo Ivica Knez iz Benkovca. Njega se smatra prvim ubijenim hrvatskim logorašem...Živi se logoraši s poštovanjem sjećaju svojih mrtvih suboraca, ne mrze nikoga i na žalost ne nadaju se pravdi. Neka zato ova stijena, ovaj spomenik, bude opomena da sloboda nema cijene te podsjetnik da su logoraši puno dali za slobodu neovisne nam Republike Hrvatske.“

## Optužbe
3. srpnja 2008. Županijski sud u Šibeniku optužio je i proglasio Sašu Počuču krivim zbog počinjenja kaznenog djela ratnog zločina protiv civilnog stanovništva, te mu je izrekao kaznu zatvora u trajanju od 5 godina. Osuđen je da je protupravno lišio slobode civilne osobe i pripadnike Hrvatske vojske, te pripadnike MUP-a, te ih zatočio u Okružni zatvor smješten u prostorijama stare i napuštene bolnice u Kninu. Tamo je navedene zatočenike svakodnevno tukao nogama, šakama, gumenom palicom, kundakom puške, drvenom drškom motke, drvenim kolcem i palicom i drugim ih tvrdim predmetima udarao po glavi i cijelom tijelu, mučio ih elektrošokovima zbog čega bi ovi padali na pod i gubili svijest, skakao po njima, pa su nastale ozljede po njihovom tijelu, u usta im stavljao kuhinjsku sol, gasio im žar cigareta u ustima prisiljavajući ih da tu žar i kuhinjsku sol progutaju, prisiljavao ih da jezikom operu pod WC-a, i da ustima pokupe opuške cigareta po dvorištu zatvora, prisiljavao ih na oralni seks prijeteći im da će ih ubiti, što su oni u silnom strahu i činili, pa su im zbog zadobivenih brojnih teških tjelesnih ozljeda opasnih po život, u vidu prijeloma kostiju, unutarnjeg krvarenja i raznih drugih teških tjelesnih ozljeda, te zbog psihičkog zlostavljanja i maltretiranja, nastala trajna oštećenja tjelesnog i mentalnog zdravlja, te trajna invalidnost. Vrhovni sud RH preinačio je presudu i povećao mu kaznu na 8 godina.
Međunarodni sud za ratne zločine počinjene na području bivše Jugoslavije optužio je i osudio između ostalog i Milana Martića za mučenje, nehumane činove, okrutne postupke i zatočeničke ustanove za nesrpsko stanovništvo, uključujući i za logor Knin, određujući mu zatvorsku kaznu od 35 godina.
Dragan Vasiljković optužen je da je u lipnju i srpnju 1991. godine u zatvoru na kninskoj tvrđavi te u naselju Bruška (vidi pokolj u Bruškoj) nedaleko Benkovca u veljači 1993. godine mučio, zlostavljao i ubijao zarobljene pripadnike hrvatske vojske i policije. Uhićen je u Australiji te mu se očekuje suđenje. .Osuđen je na 15 godina zatvora u Republici Hrvatskoj. 